# ディスパートゲオアガマ
ディスパートゲオアガマ（学名：Uromastyx dispar）は、アガマ科トゲオアガマ属に分類されるトカゲ。

## 分布
- U. d. dispar　ディスパートゲオアガマ

エジプト、スーダン、チャド
- U. d. flavifasciata　オビトゲオアガマ

モーリタニア、モロッコ（西サハラ含む）
- U. d. maliensis　マリトゲオアガマ

アルジェリア、マリ共和国

## 形態
- U. d. dispar　ディスパートゲオアガマ

最大全長37.6cm。胴体中央部の列になった背面の鱗の数（体列鱗数）は187-227。総排泄孔前部にある小さい孔の空いた鱗（前肛孔）と大腿部にある小さい孔の空いた鱗（大腿孔）の総数は22-36。尾長は頭胴長の56-66%。尾にある棘状鱗（突起環）の数は16-21。オスの体色は黒く、背面に黄色い虫食い状の斑紋が入る。メスの体色は淡褐色。
- U. d. flavifasciata　オビトゲオアガマ

最大亜種。体列鱗数は164-231。前肛孔と大腿孔の総数は26-34。尾長は頭胴長の60-67%。突起環の数は19-21。体色は黒く、5-6本の白や黄色の横縞が入る。
- U. d. maliensis　マリトゲオアガマ

最大全長38.3cm。体列鱗数は177-224。前肛孔と大腿孔の総数は22-34。尾長は頭胴長の61-69%。突起環の数は16-20。オスは全身の体色が黒いが、背面に黄色い眼状斑が密集する個体もいる。メスの体色は暗褐色。

## 分類
- Uromastyx dispar dispar　Heyden, 1827　ディスパートゲオアガマ
- Uromastyx dispar flavifasciata　Mertens, 1962　オビトゲオアガマ
- Uromastyx dispar maliensis　Joger & Lambert, 1996　マリトゲオアガマ

## 生態
砂漠や荒野などの環境に生息する。地表棲で深い横穴を掘り、日中に熱さが厳しくなると穴の中へ逃げ込む。昼行性で夜間は穴の中で休み寒さをしのぐ。
食性は植物食で、植物の葉、花、果実、種子などを食べる。幼体は昆虫類を食べるが、成長に伴いほぼ完全な植物食になる。
繁殖形態は卵生。

## 人間との関係
生息地では食用とされている。食用やペット用の乱獲などにより生息数は減少している。
ペット用として飼育されることもあり、日本にも輸入されている。主に亜種マリトゲオアガマの野生個体が流通し、他亜種の流通はまれ。日本国内でも多くはないものの飼育下繁殖例がある。底面積を重視した大型のテラリウムで飼育される。スポットライトなどで局所的な熱源を設け、昼間に点灯し温度を上げる。温度、紫外線要求量共に多く、ケージを大きくすることで温度に差をつけて熱死を防ぐ目的もある。野生では深い横穴を掘るため、深さのあるケージに大量に砂や黒土を入れるかブロックや土を敷き詰めた容器をケージ内に設置し、隠れ家とする。